# Rochovská (Praha)
Rochovská je ulice na Lehovci v katastrálním území Hloubětín na Praze 14. Začíná na Kardašovské a má dvě slepá zakončení. Půdorys ulice připomíná písmeno y.

## Historie a názvy
Nazvána je podle Rochovského rybníka, který leží u Jindřichova Hradce. Vedle Oborské, Krylovecké a Kardašovské tedy patří do velké skupiny ulic na východě Hloubětína a v sousedních Kyjích, jejichž názvy připomínají vodstvo. Ulice vznikla a byla pojmenována v roce 1988, když se v 80. letech 20. století budovalo sídliště Poděbradská.
Zástavbu tvoří panelové domy. Ulicí prochází cyklostezka A26. Ulice se stejným názvem se nachází také v Brozanech nad Ohří, ovšem tam je nazvána podle obce Rochov (okres Litoměřice).

## Budovy a instituce
- Soukromá střední škola cestovního ruchu Arcus, s.r.o., Kardašovská 691.[3] Střední škola byla založena v roce 1993.

## Galerie

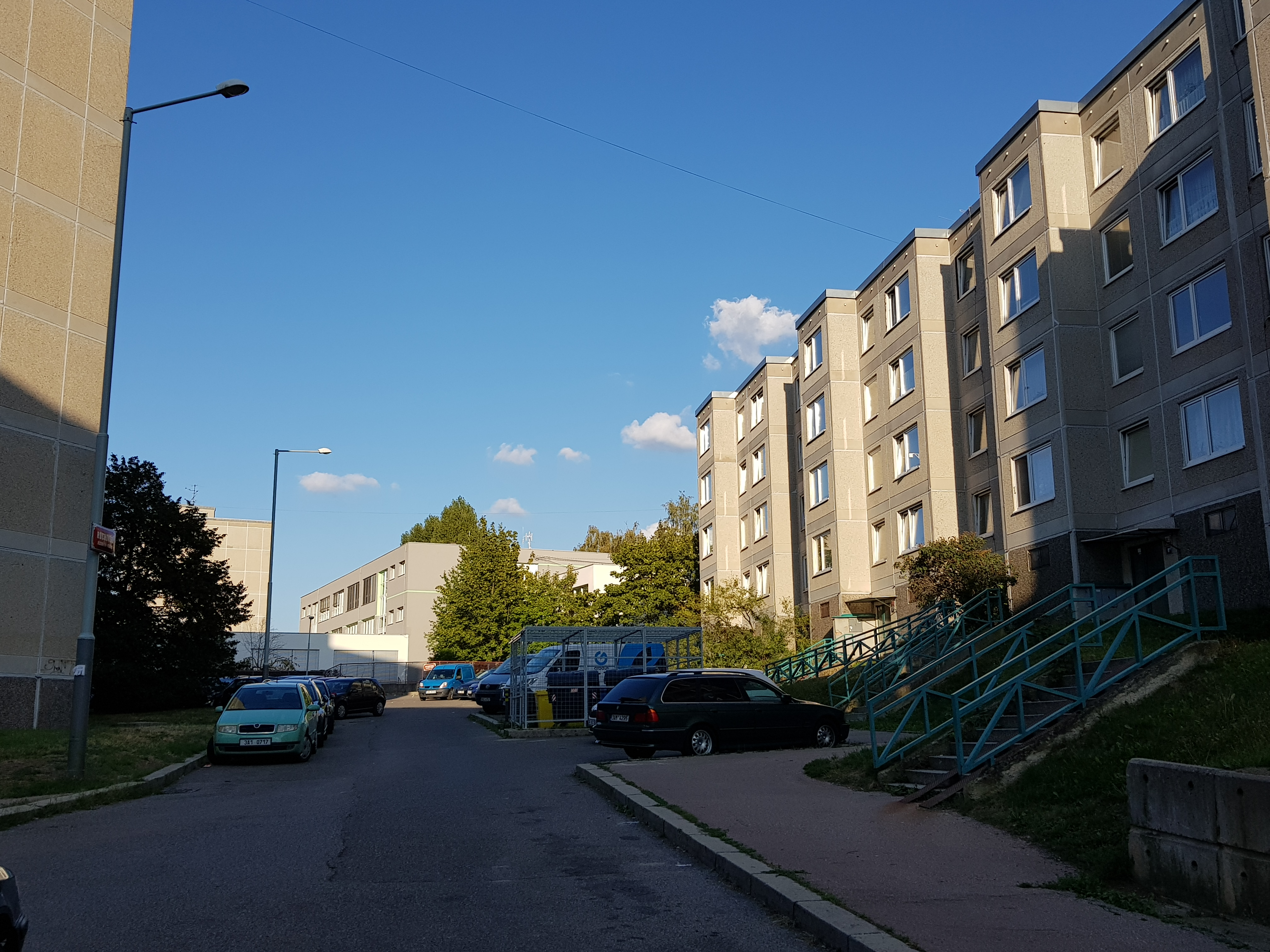
Východní slepý konec ulice.
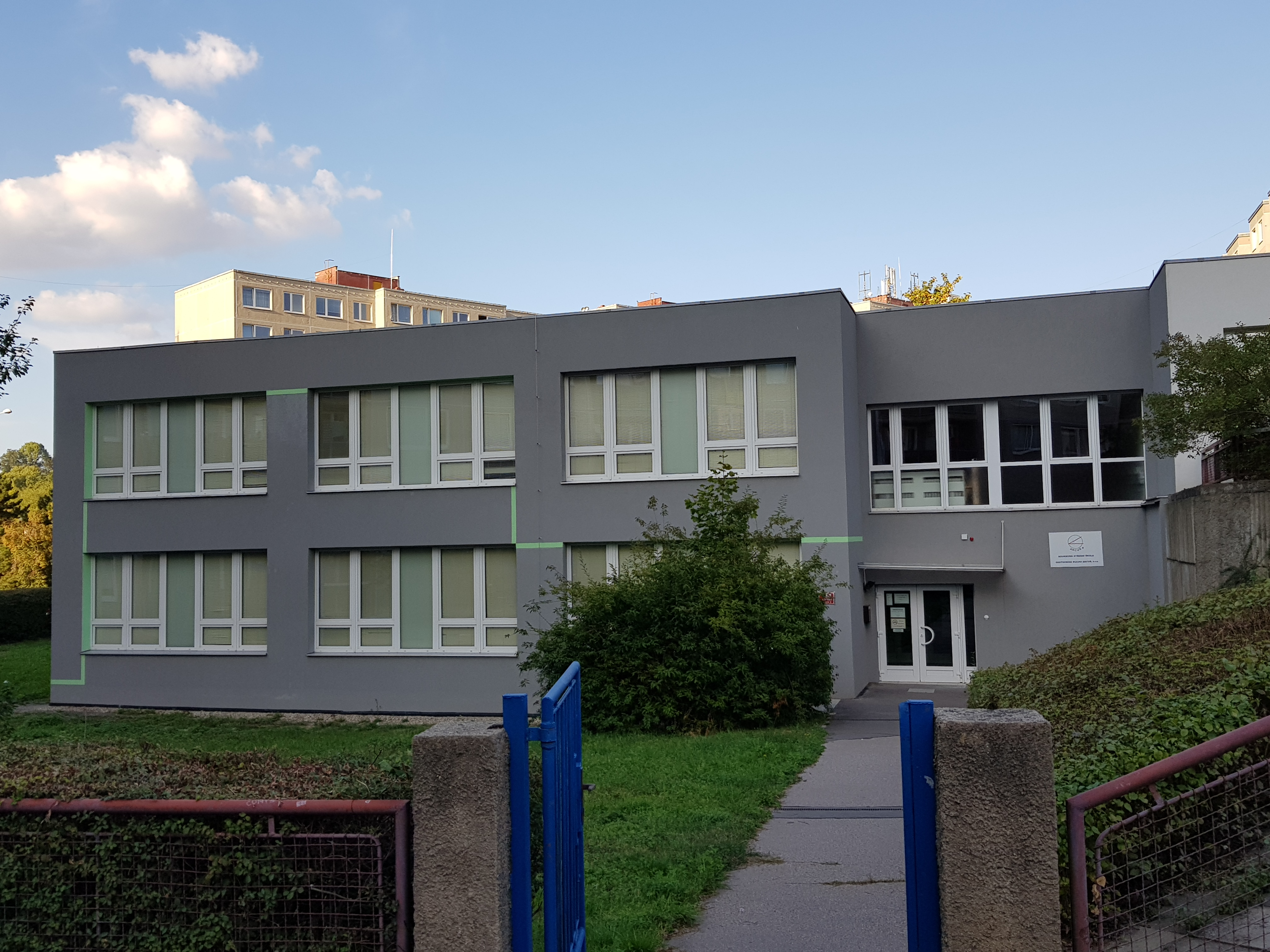
Střední škola cestovního ruchu Arcus, vstup z ulice Rochovské.
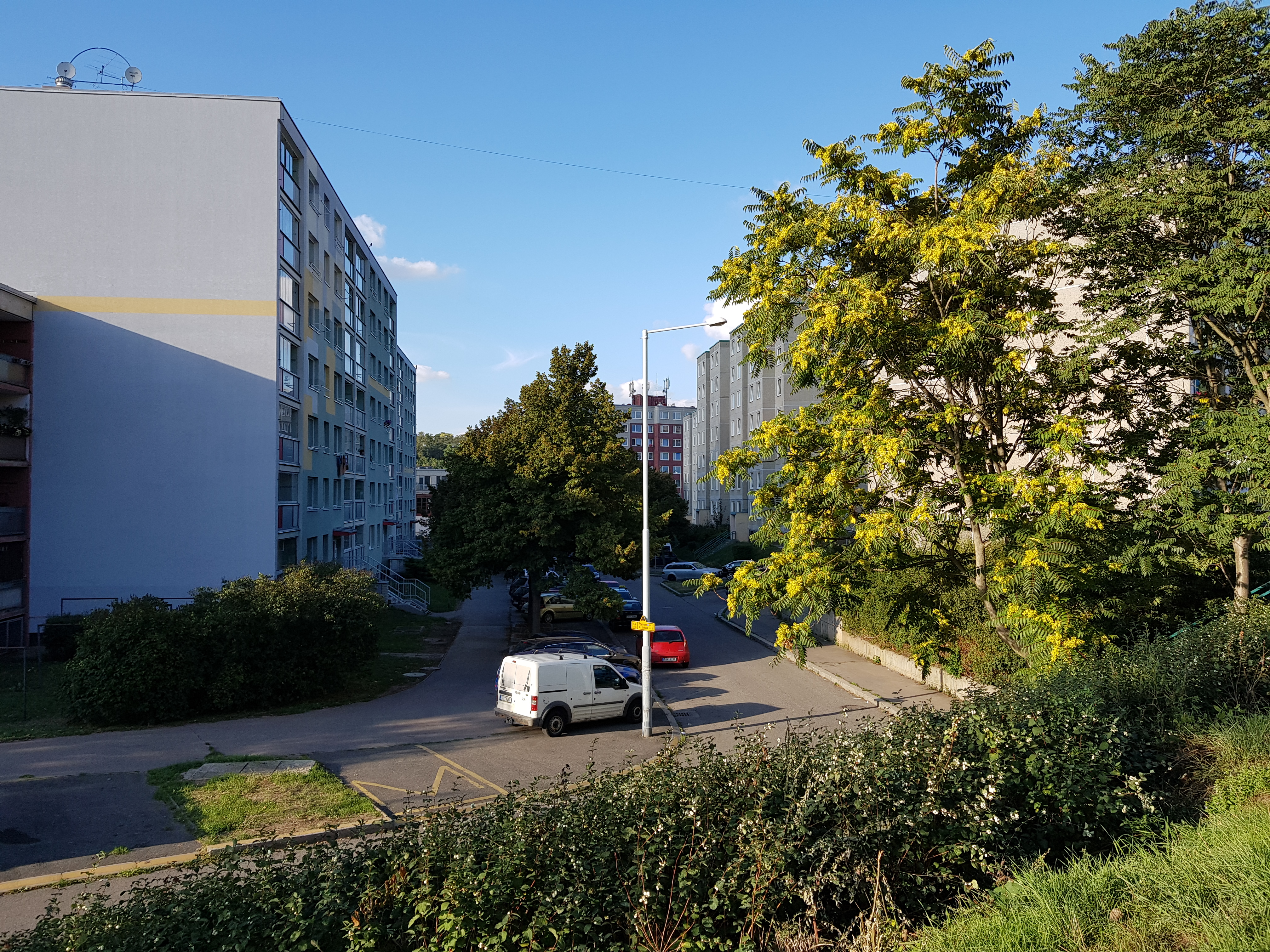
Pohled na sever směrem k ulici Kardašovská.